# Морис Уест
Морис Лангло Уест (на английски: Morris Langlo West) е австралийски писател и драматург, известен най-вече с романите си „Адвокат на дявола“ (1959), „Обувките на рибаря“ (1963) и „Клоуни на Бога“ (1981).
Неговите книги са публикувани на 27 езика и се продават повече от 60 милиона копия по целия свят. Неговите творби често са фокусирани върху международната политика и ролята на Римокатолическата църква в международните отношения.

## Биография
Морис Уест е роден в Сейнт Килда, предградие на Мелбърн, през 1916 година. Завършва Университета в Мелбърн през 1937 г. и започва работа като преподавател в Нов Южен Уелс и Тасмания. През Втората световна война е шифровчик в Дарвин.
През 1945 г. започва работа в Мелбърнското радио. През 1955 г. Уест напуска Австралия, за да продължи кариерата си като писател в чужбина. Живее и твори в Австрия, Италия, Англия и САЩ. Завръща се в Австралия през 1980 година.

### Книги
- Moon in My Pocket (1945, под псевдонима Джулиан Морис)
- Gallows on the Sand (1956)
- Kundu (1956)
- The Big Story (1957; също The Crooked Road)
- The Second Victory (1958; също Backlash)
- McCreary Moves In (1958, под псевдонима Майкъл Ийст; също „The Concubine“)
- The Devils Advocate (1959)
- The Naked Country (1960, под псевдонима Майкъл Ийст)
- Daughter of Silence (1961)
- The Shoes of the Fisherman (1963)
- The Ambassador (1965)
Посланикът, изд.: „Народна младеж“, София (1968), прев. Димитри Иванов
- The Tower of Babel (1968)
- Summer of the Red Wolf (1971)
- The Salamander (1973)
Саламандър, изд. „Ведрина“ (1993), прев. Милко Стоименов
- Harlequin (1974)
Арлекин, изд. „Ведрина“ (1993), прев. Милко Стоименов
Арлекин, изд.: ИК „Бард“, София (2005), прев. Милко Стоименов
- The Navigator (1976)
Мореплавателят, изд.: ИК „Галактика“, Варна (1992), прев. Борис Миндов
- Proteus (1979)
- The Clowns of God (1981)
- The World Is Made of Glass (1983)
Свят от стъкло, изд. „Хомо Футурус“ (1995), прев. Емилия Масларова
- Cassidy (1986)
Жонгльорът, изд.: ИК „Бард“, София (2005), прев. Венцислав Божилов
- Masterclass (1988)
Майсторски клас, изд.: ИК „Бард“, София (2004), прев. Петър Лимбов
- Lazarus (1990)
- The Ringmaster (1991)
- The Lovers (1993)
Любовниците, изд.: ИК „Хемус“, София (1994), прев. Ралица Ботева
- Vanishing Point (1996)
- Eminence (1998)
Кардиналът, изд.: ИК „Еднорог“, София (2002), прев. Ани Еврева
- The Last Confession (2000, посмъртно)

### Пиеси
- The Mask of Marius Melville (1945; радиопиеса)
- Trumpets in the Dawn (радиопиеса)
- Genesis in Juddsville
- The Illusionists (1955)
- The Devils Advocate (1961)
- Daughter of Silence (1962)
- The Heretic (1969)
- The World Is Made of Glass (1982)

## Награди
- 1959: награда „Джеймс Тейт Блек“ за „Адвокат на дявола“ (The Devil's Advocate) (1959)

## Екранизации
- The Shoes of the Fisherman (1968) с участието на Антъни Куин, Лорънс Оливие, Виторио Де Сика и Джон Гилгуд; филмът е номиниран за „Оскар“ за най-добра филмова музика и за най-добра сценография.
- The Devil's Advocate (1977)
- The Naked Country (1984)
- The Second Victory (1986)
- Cassidy (1989)